# Paul Jennings Hill

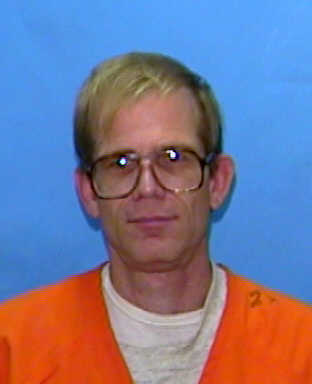
Paul Jennings Hill

Paul Jennings Hill (* 6. Februar 1954; † 3. September 2003 in Miami, Florida, Vereinigte Staaten) war ein US-amerikanischer christlicher Extremist, der den Arzt John Britton und dessen Leibwächter James Barrett 1994 ermordete, weil Britton Schwangerschaftsabbrüche durchführte. Er wurde zum Tode verurteilt und 2003 hingerichtet.

## Frühes Leben
Paul Hill wurde in Miami (Florida) als Sohn von Oscar Jennings Hill, einem Piloten, und dessen Frau Louise geboren. Hill wuchs in Coral Gables auf. In der Highschool war er still, zurückhaltend und beliebt, hatte jedoch im Alter von 17 Jahren Drogenprobleme.
Hill wurde im Jahre 1973 streng religiös, nachdem er auf eine Militärschule geschickt worden war. Er schrieb sich im Belhaven College ein, wo er seine spätere Frau Karen Demuth kennenlernte, mit der er drei Kinder hatte.

## Frühe Karriere
Hill machte seinen Abschluss am Belhaven College und dem Reformed Theological Seminary. Nach seiner Ordination im Jahr 1984 wurde Hill ein Priester der Presbyterian Church in America und der Orthodox Presbyterian Church.
Nachdem er 1993 mehrmals im Fernsehen aufgetreten war, sich als nationalen Sprecher für Verteidigungshandlungen gegen Abtreibungsärzte bezeichnet hatte und seine Nähe zur illegalen Army of God erkennen ließ, wurde er exkommuniziert.

## Verbrechen und Strafe
Am 29. Juli 1994 näherte sich Hill einer Klinik für Schwangerschaftsabbrüche in Pensacola (Florida) namens American Family Planning. Als er den Arzt John Britton und dessen Leibwächter James Barrett erblickte, schoss er mit einer Flinte aus nächster Nähe auf die beiden. Beide starben, Barretts Frau June wurde verwundet. Danach legte Hill seine Waffe nieder und wartete auf die Festnahme.
Während der Verhandlung erklärte Hill, er habe nicht aus Vergeltung, sondern aus Verteidigung gehandelt. Am 6. Dezember 1994 wurde Hill zum Tode durch Letale Injektion verurteilt. Floridas Gouverneur Jeb Bush unterzeichnete neun Jahre später sein Todesurteil.
In einer Stellungnahme vor seiner Hinrichtung erklärte Hill, dass er kein Bedauern für seine Tat empfinde und er eine große Belohnung im Himmel erwarte. Er hinterließ ein handgeschriebenes Manifest, in welchem er Worte John Browns zitierte.
Hills Todesurteil wurde am 3. September 2003 im Florida State Prison vollstreckt.

## Nachwirkungen
- 2000 wurde der amerikanische Dokumentarfilm Soldiers in the Army of God gedreht, der die Ideologie und die Taten der Terrorgruppe Army of God, zu der Hill angehörte, thematisiert.[10]
- In dem Dokumentarfilm „The Root of All Evil?“ (2006) interviewte der britische Religionskritiker und Evolutionsbiologe Richard Dawkins den ehemaligen Rechtsanwalt von Paul Jennings Hill, um mehr über die Hintergründe der Tat zu erfahren. Dieser sagte Dawkins, er glaube, dass Hill im Paradies sei.